# 細川まり
細川 まり（ほそかわ まり）は、日本のAV女優。ロータスグループ所属。

## 人物
- 趣味:デパ地下巡り
- 特技：水泳、大食い

## 略歴
2008年にAVデビュー。

## 出演作品

### アダルトビデオ
2008年
- ザ・カメラテスト シャブってると欲しくなっちゃう え? さっきオナニーで何度もイッたのに! （2月11日、アテナ映像）オムニバス作品
- 新・おもらし物語 6 （2月22日、GIGA）オムニバス作品
- 家庭教師はガマンできない 29 （3月15日（レンタル）／4月11日（セル）、クリスタル映像）オムニバス作品
- 時間よ止まれ! パート9 （4月4日、V&Rプロダクツ）オムニバス作品
- COSTUME PLAY LESBIAN （4月10日、麒麟堂）
- 私は痴女 第52報告書 満毛快魁 （6月13日、クリスタル映像）オムニバス作品
- S的調教M的願望 ボンテージレズビアン 3 （7月5日、ジャネス）
- CHIJYOMO.ANAL.CAM Vol.05 （7月9日、麒麟堂）
- スーパーレッグス 美脚レズ 3 （7月19日、スタイルアート）
- スリーパーホールド 5&6 （9月4日、GIGA）オムニバス作品
- ノーパンパンストオナニー （11月5日、フリーダム）オムニバス作品
- OLの黒ソックス 3 （11月5日、フリーダム）
- 美少女の足裏 9 （11月5日、フリーダム）オムニバス作品
- 陵辱人妻狩り!! 2 （11月20日、ヒビノ）オムニバス作品
- 僕の家庭教師は隣の奥さん 2 （11月20日、ドリームステージエンタテインメント）
- Piss Endurance LOVER No.03 （11月28日、SUPER SONIC SATELLITES）オムニバス作品
- オフィスレディ美脚太ももイカセ 2 （12月5日、フリーダム）オムニバス作品
- 彼女とボクシングで勝負!! Vol.05 （12月12日、SUPER SONIC SATELLITES）オムニバス作品
- RUBBER LOVER No.07 （12月19日、SUPER SONIC SATELLITES）オムニバス作品
- WUW VOL.01 （12月26日、SUPER SONIC SATELLITES）オムニバス作品
- おはズボッ! 誰だか知らないけどそんなに突いたらおかしくなっちゃう! （12月31日、アテナ映像）オムニバス作品

2009年
- SOLE LOVER NO.09 （1月9日、SUPER SONIC SATELLITES）オムニバス作品
- 競泳水着顔面騎乗 （1月15日、フリーダム）オムニバス作品
- BATTLE FUCK LOVER No.2 （1月16日、SUPER SONIC SATELLITES）オムニバス作品
- 闇系職業紹介所潜入!! （1月20日、ブリット）オムニバス作品
- 超人気!ヤリまくり無制限の乱交温泉バスツアーに美人団地妻×10名と一緒にイキませんか!? （1月22日、SODクリエイト） 美人団地妻2・横川まり 役　他出演: 天海ゆり、藤咲飛鳥、明星ちかげ、仁科祐紀、松嶋ルリ
- 旦那の同僚に脅されて （2月5日、タカラ映像）
- ギャルのニーソックス 6 （2月5日、フリーダム）オムニバス作品
- 人妻 電マ 爆イキ! 面接 VOL.1 （2月20日 大洋図書）オムニバス作品
- The SEX 02 （2月27日、LEO）
- 悶絶熟女イカせ地獄 （2月27日、Nadeshiko）
- ママの看病で元気になっちゃった僕 僕の妄想劇 Part.3 （2月28日、ラハイナ東海）オムニバス作品
- お母さんのセンズリ鑑賞 （3月6日、映天）オムニバス作品
- 義父に犯される! 新妻哀歌 （3月19日、アカデミック）
- エロい女のピストンマ○コとイヤラシい腰使い 3 （3月20日、映天）オムニバス作品
- 人妻の性 第4弾 まりさん （3月29日、光夜蝶）
- 発情奥様のテッカテカオイルオナニー （4月3日、オフィスケイズ）オムニバス作品
- 艶妻不倫ノ湯 18 シーズン2 （4月3日、ゴーゴーズ）
- エロ脚デカ尻な若妻にパンスト履かせて中出し! （4月5日、ジャネス）
- 素人のみなさん! 綺麗な痴熟女に発射した後も責め続けられてみませんか! 4 [強制抜きまくり!!] （4月25日、ジャネス）
- 喉ごしサイコー! ザーメン女社長まりりん （5月1日、映天）
- アダルトビデオ撮影現場 へたれADのガチ盗撮 （5月1日、映天）オムニバス作品
- 若妻羞恥旅行 第21章 （5月5日、ジャネス）
- 第3回 史上最強ギャル キャットファイトグランプリ!! 決勝トーナメント!! （5月7日、GARCON）※「細川マリ」名義
- 訪問エステに溺れる三十路（アラサー）妻たち （5月8日、東京音光）
- こだわりの手コキ 人妻編 4 （5月15日、隼エージェンシー）オムニバス作品
- 女体臭 （5月22日、オフィスケイズ）オムニバス作品
- 美熟女の徹底したフェチレズ （5月25日、エマニエル）
- 狂臭 〜七日間洗ってないフェ痴女のクサBODY〜 （5月26日、イズム）
- すけべぇ義父の嫁いぢり 30 （6月12日、東京音光）
- 尻汁 肉便器エステ （6月13日、AVS）
- フェラコレ 熟女編 5 （6月15日、隼エージェンシー）オムニバス作品
- いやらしい熟女に突然背後から手コキされちゃった僕 （6月15日、ジャネス）オムニバス作品
- 美熟女パンティーこき （6月19日、オフィスケイズ）オムニバス作品
- センズリを見たがる淫らな美熟女 （6月19日、虎堂）オムニバス作品
- もしも変態熟女とSEXが出来るなら （6月25日、HARD）
- 回春マッサージ店の人妻たち （7月2日、タカラ映像）オムニバス作品
- 包茎M男弄び （7月5日、未来･フューチャー）オムニバス作品
- 拘束されたM男の強制連続発射 （7月5日、未来･フューチャー）オムニバス作品
- 回春マッサージで春を売っていた人妻たち Vol.07 （7月11日、ラハイナ東海）オムニバス作品
- 熟女温泉透けふぇち旅情 第十一幕 （7月13日、AVS）
- 素人初撮り! 人妻羞恥アクメ （7月23日、AROUND）オムニバス作品
- ド変態エステ 熟女倶楽部の女達 （7月30日、HARD）オムニバス作品
- ザ・しりこき 2 妻尻べったりこすりヌキ （8月1日、映天）オムニバス作品
- 丸の内新ビル3Fスイムウェアコーナー 競泳水着試着室 盗撮 7 （7月30日、PEEPING G）オムニバス作品
- 放尿 第三回作品 （7月30日、ティファコーポレーション）オムニバス作品
- 呑み狂いディープスローター （8月1日、オフィスケイズ）オムニバス作品
- ショタコン★逆レイプ 虐待ママ （8月5日、未来・フューチャー）
- （裏）手コキクリニック 〜完全版〜 性交クリニック 中出し看護スペシャル （8月6日、SODクリエイト）
- 肛門で何度も絶頂アクメ 熟女のアナルオナニー （8月8日、ラハイナ東海）オムニバス作品
- 長身ドM女の鮮血フィストファック （8月13日、マルクス兄弟）
- 密室凌辱 堕とされた女上司 （8月13日、溜池ゴロー）
- 覗き屋狩人 温泉地コンパニオン売春盗撮 （8月15日、ラハイナ東海）
- 試着室の生着替え 第四回作品 （8月27日、ティファコーポレーション）オムニバス作品
- 美熟女マジイキ指オナニー （8月28日、虎堂）オムニバス作品
- オナニーすけべ顔 6 （9月1日、趣向倶楽部）オムニバス作品
- ザ・顔面騎乗 満尻ノーパン、パンスト熟女編 （9月4日、映天）オムニバス作品
- 僕のお母さんはおチンチン大好き! 〜せめて妄想だけでも…〜 （9月4日、映天）オムニバス作品
- お母さんの顔騎の思い出 （9月4日、映天）オムニバス作品
- 匂いたつパンストの誘惑 〜ノーパン家政婦・まりの卑猥な美脚〜 （9月7日、マドンナ）
- 素人熟女ガチンコTEL 人妻リアルテレホンSEX!! （9月12日、ラハイナ東海）オムニバス作品
- ヌルヌルぬれぬれ競泳水着 （9月13日、マルクス兄弟）オムニバス作品
- 突然2回連続でしゃぶられちゃった僕。 その4 （9月13日、アロマ企画）オムニバス作品
- 近親相姦 ふんどしの母 （10月1日、センタービレッジ）
- 蹴殺し踏み殺し （10月5日、未来・フューチャー）
- お母さんの授乳手コキ （10月9日、映天）オムニバス作品
- 接吻されながら乳首を舐められたいんです! （10月13日、マルクス兄弟）オムニバス作品
- お姉さんに一日中抜かれ続けてみませんか 3 強制連続抜き地獄V （10月13日、アロマ企画）
- 追跡・覗き・盗撮 美人奥様ナンパ旅行記 （10月17日、ラハイナ東海）
- レズビアンレトロファック （10月25日、なかえスタイル）
- 人妻闇号泣レイプ （10月28日、ドリームステージエンタテインメント）
- 幻母 罪深き母の愛汁 （11月1日、VENUS）
- 近親相姦 お母さんの玩具になった僕 （11月7日、ルビー）
- 肉食系女子のM男いじり OL編 （11月10日、へりぽビデオ）
- お母さんの汚れた小便 （11月13日、映天）オムニバス作品
- 淫乱熟女レズビアン （11月15日、ジャネス）
- アナルオナニーで何度も絶頂へ達する女たち 2 （11月15日、ジャネス）オムニバス作品
- カノジョの姉貴が美尻巨乳で中出ししたくなりました! （11月16日、Nadeshiko）
- さらば、夫。妻の復讐ファック （11月25日、ながえスタイル）オムニバス作品
- 借金返済 妻の裏バイト （11月25日、ながえスタイル）オムニバス作品
- 禁断介護 （12月3日、グローリークエスト）
- 三ツ星メンズエステ （12月4日、クリスタル映像）オムニバス作品
- お母さんのセンズリお手伝い 2 （12月11日、映天）オムニバス作品
- 美熟女痴女べろべろ温泉 （12月13日、アロマ企画）
- 母…性奴隷調教 （12月18日、Nadeshiko）
- お母さんがするオナニー 2 （12月25日、映天）オムニバス作品

2010年
- ナメクジ舌 (1月7日、グローリークエスト)オムニバス作品
- 非日常的悶絶遊戯 第百十七章 セクハラの罠にハマった女教師、まりの場合 （1月13日、AVS)
- パンストフェティッシュ倶楽部 Vol.1 （1月19日、STYLEWORLD／妄想族)
- 爆尻スナイパー（1月19日、ゲロニア／妄想族)
- 溢れだす美熟女の泉 ～コンビニのおもらしパート妻・まり～ （2月7日、マドンナ）
- パンストレズビアン遊戯 Vol.1（2月13日、AVS）
- 接吻テロリスト 路上で起きる濃厚なクチビル交尾（2月18日、ディープス）
- うねるエロい舌を持つ女 （2月19日、ゲロニア／妄想族)
- マドンナファンの集い 美熟女と行く混浴温泉バスツアー 5 （3月25日、マドンナ）
- 変態妻を抱いてみないか… （4月1日、タカラ映像）
- もう一つの混浴温泉バスツアー 5 （4月25日、マドンナ）
- レズビアン・イズム05 (6月13日、U&K)
- 私のオナニー見たい? (6月13日、ミスター・インパクト)オムニバス作品
- 巨尻病棟 ～淫乱ナースまりの不祥事～  （6月3日、タカラ映像）
- エロい美熟女の巨尻誘惑 （6月7日、マドンナ）
- 漏らしてもいいけど、絶対イッちゃダメ!! （6月15日、ワープエンタテインメント）オムニバス作品
- 素人参加型 せんずりカウンセリング 〜五感を刺激するオナニーサポート （7月13日、アロマ企画）オムニバス作品
- アダム徳永のスローセックス プライベートシリーズvol2 （8月3日、エヴァ）
- 職業欄は生保レディ 10 Mari （9月22日、プレステージ）
- デカ尻で奉仕するメイド妻 （11月13日、溜池ゴロー）
- CLUB TAKARA 第一話 【戻る憩いの場】 (11月18日、タカラ映像)
- 淫語で誘う寸止め焦らし痴女 ～僕を生殺しにして愉しむ友達のお母さん～ （11月25日、マドンナ）

2011年
- M男ドキュメント極限の絶望01 24時間寸止め地獄 （8月19日、ラッシュ）
- 時間よ止まれ！ 人妻SP (12月8日)
- ママさんブルマ（12月22日、ディープス）
- 女神降臨!! 〜感動SEX神秘の扉〜 Part2（12月25日、マザーズエンターテインメントピクチャーズ）
- 非日常的悶絶遊戯 中国の宝剣を盗む女泥棒、まりの場合（6月20日、AVS collector’s）

### イメージビデオ
- 女の旅湯 「長岡、掛川編」 （2009年8月29日、オルスタックピクチャーズ）